# Евнапий
Евна́пий (Ευνάπιος, ок. 347, Сарды — ок. 420) — византийский историк и софист.
Учился в лидийском городе Сарды у неоплатоника Хрисанфия, будущего воспитателя императора Юлиана Отступника, продолжал обучение в Афинах у христианина Проэресия. Написал историческую хронику, прослеживающую события до начала V века, центральное место в ней отведено правлению императора Юлиана, которому дана высокая оценка. В то же время Евнапий критиковал деяния Константина Великого, называя его «врагом и убийцей философов» в своем труде «Жизнеописания софистов» (405).